# جيوفري دتون
جيوفري دتون (بالإنجليزية: Geoffrey Dutton) هو كاتب سير وكاتب وكاتب للأطفال وشاعر أسترالي، ولد في 2 أغسطس 1922، وتوفي في 17 سبتمبر 1998.